# Brunnsåker
Brunnsåker är en bebyggelse i Aspö socken i  Strängnäs kommun. SCB avgränsade här en småort 2020.